# 越後屋コースケ
越後屋 コースケ（えちごや コースケ、2月26日 - ）は、日本の声優、俳優。愛知県出身。ステイラック所属。

## 来歴
2005年、愛・地球博の舞台「一粒の種」にて、2千人の中から8人の主役に抜擢された。
2010年、アミューズメントメディア総合学院卒。
2010年、「越後屋いんちき」としてトリトリオフィスに所属。外国語映画の吹き替え、ドラマCD、アニメなどに出演し声優として活動。
2016年、「越後屋コースケ」に改名。
2017年3月、オフィスPACに所属。
2023年3月31日をもってオフィスPACを退所した。
2024年2月1日自身のSNSにてステイラックへの所属を発表。同日、所属事務所の公式サイトにて加入を発表。

## 人物
小学生の頃から『週刊少年ジャンプ』『週刊少年マガジン』を一度も買い逃したことがないくらいの漫画好き。
趣味はカラオケ（L'Arc〜en〜Cielなど）、好きな食べ物はとんかつ。
特技は口笛、料理、バレーボール、郷ひろみの歌まね。
舞台の演出家から「溢れ出る小物臭」がお代官に近寄る様に似ており「いんちき臭い外郎売りのようだ」と言われたことが「越後屋いんちき」の名前の由来。

## 出演
太字はメインキャラクター。

### テレビアニメ
2011年
- DOG DAYS（2011年 - 2012年、元老院B、元老院） - 2シリーズ

2014年
- DRAMAtical Murder（凡人くん、萩馬）

2015年
- ルパン三世 PART IV（ジェームス側近）
- アクエリオンロゴス（桑島）

2016年
- ルパン三世 イタリアン・ゲーム（ジェームスの側近）
- ツキウタ。 THE ANIMATION（演出家、ディレクター）

2017年
- 将国のアルタイル（観衆B）
- はじめてのギャル（男性客B）
- キラキラ☆プリキュアアラモード（りんご山の長）

2018年
- ひそねとまそたん（小暮）
- ルパン三世 PART5（イモリ、中国代表）
- うちのウッチョパス（となりんちのおじちゃん）
- BANANA FISH（ナリス、ロブ、ゴールドマン）
- 色づく世界の明日から（おじさん）
- ジョジョの奇妙な冒険 黄金の風（不良仲間1）
- DOUBLE DECKER! ダグ&キリル（手下B）

2019年
- おしりたんてい（サイチョウ）
- スター☆トゥインクルプリキュア（2019年 - 2020年、ノットレイ、スタッフ、生徒、部下、兵隊 他）
- グリムノーツ The Animation（皇帝、住民D）
- さらざんまい（悠の叔父）
- 彼方のアストラ（パトロイド）
- キャロル&チューズデイ（チャッキー）
- ファンタシースターオンライン2 エピソード・オラクル（2019年 - 2020年、ウーダン、アークス）
- GRANBLUE FANTASY The Animation Season 2（研究員B）

2020年
- 映像研には手を出すな!（生徒）
- 虚構推理（社長）
- 新サクラ大戦 the Animation（係員）
- ドラゴンクエスト ダイの大冒険 (2020)（2020年 - 2022年、モンスター、あくまのめだま、フレイム、護衛兵、タラタ、パピィ 他）
- ぐらぶるっ!（魔物A、白竜騎士団団員A）

2021年
- 真・中華一番!（セイヨ）
- NOMAD メガロボクス2（店員、タクボン、練習生A、客B、中年男B 他）
- ふしぎ駄菓子屋 銭天堂（篤）
- キングダム（蕞の住民H）

2022年
- ルパン三世 PART6（使用人）
- 幻想三國誌 -天元霊心記-（人面瘡）
- 平家物語（男）
- ユーレイデコ（クジャク教師）
- 転生賢者の異世界ライフ 〜第二の職業を得て、世界最強になりました〜（信者）
- うる星やつら (2022)（2022年 - 2024年、男子生徒、鬼、店主、男子、クラスメイト宇宙人 他） - 2シリーズ
- 4人はそれぞれウソをつく（じいや、宇宙怪獣メンタイコ）

2023年
- とんでもスキルで異世界放浪メシ（兵士A、ゴブリン）
- スキップとローファー（校長）
- 天国大魔境（実況、モニタを見ている職員、政治家）
- 勇者が死んだ!（悪魔）
- ゾン100〜ゾンビになるまでにしたい100のこと〜（先輩A）
- 呪術廻戦 懐玉・玉折/渋谷事変（若者）
- オチビサン（2023年 - 2024年、ヘビくん、カエル、ラジオの音声）
- 七つの大罪 黙示録の四騎士（2023年 - 2024年、村人、妖精、住人、客、盗賊 他）
- SHY（パイロット）

2024年
- メタリックルージュ（スタッフ2、スミス、フェンリル隊隊長）
- 戦国妖狐（蜥蜴の闇、一つ目の闇、猩々、伍楽史、たまの師匠 他） - 2シリーズ
- 即死チートが最強すぎて、異世界のやつらがまるで相手にならないんですが。（大司教ホラリス、愛原幸正）
- ガールズバンドクライ（サラリーマン）
- 夜のクラゲは泳げない（大御所芸能人）
- 夜桜さんちの大作戦（かねちゃん）
- グレンダイザーU（ローマ市民C、男性、ベガ兵B、ベガ兵C）
- 逃げ上手の若君（坊門清忠）
- ばいばい、アース（2024年 - 2025年、カンパリ、フローズ、バンブー） - 2シリーズ
- 魔導具師ダリヤはうつむかない
- ぷにるはかわいいスライム（2024年 - 2025年、ホネちゃん、世界かわいいコンテストプレゼンター、セミ、ポラリス、大根おろし青年 他） - 2シリーズ
- BLEACH 千年血戦篇-相剋譚-（奇怪傘）
- ダンダダン（男性教師）

2025年
- チ。-地球の運動について-（貧民）
- いずれ最強の錬金術師?（デブルの仲間A、タイタン）
- 異修羅（傭兵）
- 真・侍伝 YAIBA（庄之助）
- 機動戦士Gundam GQuuuuuuX（ポメラニアン、テム・レイ） - 2025年に劇場先行版が公開
- 中禅寺先生物怪講義録 先生が謎を解いてしまうから。（角刈り）
- 最強の王様、二度目の人生は何をする?（ピンキー）
- 謎解きはディナーのあとで（ダイヤブルー）
- LAZARUS ラザロ（学者）
- 神統記（テオゴニア）（ガンダール）
- アポカリプスホテル（刑事役）
- ガチアクタ（使徒）
- 自動販売機に生まれ変わった俺は迷宮を彷徨う 2nd season（司令官）
- ウィッチウォッチ（チンピラ2）

### 劇場アニメ
2010年代
- 氷川丸ものがたり（2015年、春日）
- GAMBA ガンバと仲間たち（2015年、バンダナ）
- 詩季織々「上海恋」（2018年、リモの祖父）
- 天気の子（2019年）
- 映画 スター☆トゥインクルプリキュア 星のうたに想いをこめて（2019年、宇宙ハンター）

2020年代
- メイドインアビス 深き魂の黎明（2020年、祈手）
- Gのレコンギスタ II・III（2020年 - 2021年、クルー、ガビアル艦長） -2作品
- 泣きたい私は猫をかぶる（2020年、安原弘幸）
- BURN THE WITCH（2020年、作業員）
- 映画 プリキュアミラクルリープ みんなとの不思議な1日（2020年、小モンスター）
- 機動戦士ガンダム 閃光のハサウェイ（2021年、ミネッチェ・ケスタルギーノ）
- フラ・フラダンス（2021年）
- 犬王（2022年）
- すずめの戸締まり（2022年）
- SAND LAND（2023年、盗賊団員）
- アリスとテレスのまぼろし工場（2023年、市職員）

### OVA
- グリザイア:ファントムトリガー THE ANIMATION スターゲイザー（2020年、ゲラン）

### Webアニメ
2020年
- 無限の住人-IMMORTAL-（叢咲正造）
- 日本沈没2020（作業員C）
- ホクレンアニメーション「from North Field_ episode2 リョータとポー」（ポー）

2022年
- TIGER & BUNNY 2（ラジープ・メヘラ〈ジャングルCEO〉）
- スプリガン（アーカムオペレーター、研究員A、職員A）
- LUPIN ZERO（鶏）

2024年
- SAND LAND: THE SERIES（盗賊団員）
- 幼なじみのカルボウ（ゲンガー）

### ゲーム
時期不明
- 三国志パズル大戦
- エルダー・スクロールズ・オンライン

2013年
- DRAMAtical Murder re:code

2014年
- モット！ソニコミ

2015年
- デビルサバイバー2 ブレイクレコード
- ステラグロウ
- レヴナントドグマ
- 黒い砂漠

2016年
- LEGO マーベル アベンジャーズ
- コズミックブレイク ソラの戦団

2018年
- モンスターストライク（パピー吠崎、ダンタリオン）
- プリンセスコネクト!Re:Dive（霊界の王）

2019年
- キングダム ハーツIII
- 逆転オセロニア（アルプトラオム）
- ドラゴンクエストXI 過ぎ去りし時を求めて S

2020年
- ドラゴンクエストX いばらの巫女と滅びの神 オンライン（2020年 - 2021年、邪眼樹、チボルド、闇の根源の呪縛）

2021年
- ファイナルファンタジーVII リメイク インターグレード
- モンスターハンターストーリーズ2 〜破滅の翼〜（オルゴ）

2023年
- アーマード・コアVI ファイアーズオブルビコン（V.VII スウィンバーン）
- インフィニティ ストラッシュ ドラゴンクエスト ダイの大冒険（タラタ）
- ドラゴンクエストモンスターズ3 魔族の王子とエルフの旅（マスカル）

2024年
- SAND LAND（盗賊団員）
- ロマンシング サガ2 リベンジオブザセブン（ケルート、シエロ）
- コール オブ デューティ ブラックオプス6（ヴィトルド・バヤン）
- ドラゴンクエストIII そして伝説へ…（HD-2D版）
- 二ノ国：Cross_Worlds（イマージェンキング）

2025年
- KANADE（じいさん）
- ヘブンバーンズレッド（その他）

未定
- 戦国小町苦労譚 語絵巻 - カタリエマキ -（サル / 秀吉）

### ドラマCD
- アニコイ（生徒）
- DRAMAtical Murder 紅雀編
- DRAMAtical Murder クリア編
- 穢翼のユースティア
- ひぐらしのなく頃に 皆殺し編
- ひぐらしのなく頃に 祭囃し編
- ペルソナ3 第一章 特典ドラマCD

### 吹き替え

#### 担当俳優
リー・ギル
- ジョーカー（2019年、ゲイリー・パドルズ）
  - ジョーカー:フォリ・ア・ドゥ（2024年）

- ブリッツ ロンドン大空襲（2024年、ミッキー）

#### 映画
2009年
- ミリタリー大作戦〜シュミット教官大暴れの巻き〜

2011年
- 沈黙の啓示 TRUE JUSTICE PART II

2012年
- アザー・ガイズ 俺たち踊るハイパー刑事!

2013年
- 建築学概論
- ゴッド・ブレス・アメリカ
- ジャックと天空の巨人
- アン・ハサウェイ 魔法の国のプリンセス

2014年
- ガンズ&ギャンブラー
- くるみ割り人形
- 殺人魚獣ヘビッシュ
- 新アリゲーター
- ブロークン・アイデンティティ

2015年
- RPG
- 悪魔のいけにえ 公開40周年記念版（グランパ〈ジョン・ドゥガン〉）※BD版
- テキサスダウン
- ビッケと神々の秘宝
- フェリックスの不思議な冒険
- マキシマム・ブラッド
- リディキュラス・シックス

2016年
- THE D TRAIN
- ZOOMBIE ズーンビ
- デビルズシティ
- セキュリティコール
- U.M.A レイク・プラシッド3 ※テレビ東京版

2017年
- 更年期的な彼女
- スナッチ
- バーニング・ムーン（ピーター〈オラフ・イッテンバッハ〉）
- リバティ・バランスを射った男（ピーター〈ジョン・クアレン〉）※VOD版

2018年
- ゲット・アライブ（アルケン〈ウーゴ・シルバ〉）
- ファンタスティック・ビーストと黒い魔法使いの誕生（囚人8男性）

2019年
- TAXi ダイヤモンド・ミッション（ミシェル）
- マッドマックス 怒りのデス・ロード（モーゾフ〈クリス・パットン〉）※ザ・シネマ版
- マレフィセント2

2020年
- あの夜、マイアミで
- ダウントン・アビー（クールベ〈フィリップ・スポール〉）
- ハミングバード・プロジェクト 0.001秒の男たち（レイ〈クワシ・ソンギ〉）
- ビルとテッドの時空旅行 音楽で世界を救え!（科学者男）
- プライス 戦慄の報酬（ジェスロ〈マイケル・スマイリー〉）
- ミッドウェイ（チュー〈ケニー・ルー〉）
- レベッカ
- ワンダーウーマン 1984（ニュース男）

2021年
- ジャングル・クルーズ（カメラの男性）
- トムとジェリー（ミートヘッド）
- マペットのホーンテッドマンション（ロビン）
- ラン＆ガン（ペリー〈アリ・バーカン〉）
- ロスト・ドーター

2022年
- エノーラ・ホームズの事件簿2
- セント・エルモス・ファイアー（ハーウィ）※ザ・シネマ版
- マペットの夢みるハリウッド（ロビン、マックス〈オースティン・ペンドルトン〉、チャーリー・マッカーシー〈エドガー・バーゲン〉）※Disney+版
- THE BATMAN-ザ・バットマン-（マルティネス巡査〈ギル・ペリッツ＝アブラハム〉）
- グレイマン
- ファンタスティック・ビーストとダンブルドアの秘密
- マーベル・シネマティック・ユニバース
  - ドクター・ストレンジ/マルチバース・オブ・マッドネス（リントラ）
  - ソー:ラブ&サンダー（男の声4）
  - デッドプール&ウルヴァリン
  - キャプテン・アメリカ:ブレイブ・ニュー・ワールド（フィットネスコーチ）

- Re LIFE〜リライフ〜
- LOOK SUPER

2023年
- 赤と白とロイヤルブルー
- エブリシング・エブリウェア・オール・アット・ワンス
- キラーズ・オブ・ザ・フラワームーン
- ダンジョンズ&ドラゴンズ/アウトローたちの誇り
- ディスクワイエット
- ゴーステッド Ghosted（タクシー運転手〈バーン・ゴーマン〉）
- シャザム!〜神々の怒り〜（博物館男見学者）
- ドロップ 赤ちゃん事件簿!?（ロビー〈ウトカルシュ・アンブドゥカル〉）
- ブラッド・アンド・ゴールド 〜黄金の血戦場〜
- 屋根裏のアーネスト

2024年
- ARGYLLE/アーガイル
- アイリッシュ・ウィッシュ
- インディ・ジョーンズと運命のダイヤル
- グラディエーターII 英雄を呼ぶ声
- ゴヨ（アウグスト〈ハビエル・リナレス〉）
- デルタ・フォース（ハリー〈ジョーイ・ビショップ〉）※追加録音部分
- ビートルジュース ビートルジュース（エメット〈アダム・スピアーズ〉）
- ブルー きみは大丈夫
- ボルテスV レガシー（ズール）
- マッドマックス:フュリオサ
- ライオン・キング:ムファサ（ザズー）
- ルー・ガルー: 人狼を探せ!

2025年
- アドヴィタム
- エレクトリック・ステイト
- コペンハーゲン・ラブストーリー（シモン〈マグヌス・ミラン〉）
- ジュラシック・ワールド（ジミー・ファロン〈本人〉）※ザ・シネマ版
- 冒険者たち（パイロット〈セルジュ・レジアニ〉）※スターチャンネル版
- 皆殺しに手を貸せ（JM〈ショーン・ナイバーグ〉）
- 山猫は眠らない11 超兵器の暴発（ノバ〈マヌエル・ロドリゲス・サエンズ〉）
- Mr.ノボカイン（ナイジェル〈クレイグ・ジャクソン〉）

#### ドラマ
2011年
- スーパーナチュラル シーズン6
- 孫子《兵法》大伝

2014年
- うわさのツインズ リブとマディ

2015年
- ジェシカ・ジョーンズ
- BONES -骨は語る- シーズン10

2016年
- GOTHAM/ゴッサム シーズン2

2020年
- マペット大集合!（フォジー、ブンゼン、ウォルドーフ、ミス・プーギー、ジャニス、ロビン、フロイド・ペッパー、ハワード、カール、ドクター・ティース）

2021年
- カウボーイビバップ
- グッド・ドクター 名医の条件 シーズン4〜7（アッシャー・ウォルク〈ノア・ギャルヴィン〉）
- 原潜ヴィジル 水面下の陰謀
- セサミストリート（ゴンガー）※U-NEXT版
- HEARTSTOPPER ハートストッパー（ラング先生）
- FARGO/ファーゴ:カンザスシティ（ラビ・ミリガン〈ベン・ウィショー〉）
- ロスト・イン・オーシャン 消えた大陸（ブルブッハ）
- ワンダヴィジョン（フィル・ジョーンズ）

2022年
- 今、私たちの学校は…（ジング〈オ・ヒジュン〉）
- ミズ・マーベル（オワイス）
- ピーキー・ブラインダーズ シーズン6

2023年
- ヴァイキング 〜海の覇者たち〜 シーズン3〜4（シンドリック）
- ヴィンチェンツォ（ジュソン）
- ザ・マペッツ・メイヘム（ゼッド、チーチ、赤ちゃんアニマル、ガガファン）
- ビッグ・ドア・プライズ 人生の可能性、教えます

2024年
- ツイステッド・メタル

2025年
- オッド スクワッド 出動!ヘンテコ捜査局
- ベルリンER

#### アニメ
- アーリーマン 〜ダグと仲間のキックオフ!〜
- 悪魔城ドラキュラ -キャッスルヴァニア-: 月夜のノクターン（役柄不明）[68]
- ヴォルトロン（コラン）
- ガーフィールド・ザ・ヒーロー（護衛）
- カンフー・パンダ3
- ケアベアカズンズ（グランピー）
- ザ・シンプソンズ（クラスティー〈2代目〉）
- ザ・スター はじめてのクリスマス
- サミーとシェリー 〜七つの海の大冒険〜（フラッフィー）
- サミーとシェリー2 〜僕らの脱出大作戦〜（ビッグD）
- SURER BOOK
- スター・ウォーズ/クローン・ウォーズ
- スター・ウォーズ: バッド・バッチ（AZI-3、ゴウタル、タクティカル・ドロイド、ケッチ）
- スター・ウォーズ:ヤング・ジェダイ・アドベンチャー（EB-3[69]）
- ストレンジ・ヒル・ハイスクール（ルーカス 他）
- 101匹わんちゃんストリート（ドーキンス、シド）
- せんすいかんウーリー（ブラント）
- せんすいかんウーリー! 海賊のたからもの（ビッグD）
- ダーフィー・ダッグ（ポーキー・ピッグ）[要出典]
- DC がんばれ!スーパーペット（お風呂おじさん[70]）
- テックス・アヴェリー（ポーキー・ピッグ）[要出典]
- デンジャーマウス（スティレット 他）
- 転生宗主の覇道譚 〜すべてを呑み込むサカナと這い上がる〜（善天元〈シャン・ティエンユエン〉[初出 1]、狼[初出 2]、王福貴〈ワン・フーグイ〉[初出 15]）
- トランスフォーマー:ウォー・フォー・サイバトロン・トリロジー（ラットトラップ[71]
- 長ぐつをはいたネコと9つの命（クッキーマン、ピノキオ[72]）
- パワーパフガールズ（第2作）（レスター・ヴァン・ラスター）
- 百妖譜（店員、御者、町の男、賭博場の男、店員の男、横たわる男）
- ポーキー・ピッグ（ポーキー・ピッグ）[要出典]
- マイ・エレメント（花火を買う客[73]）
- マペット・ベビー（リゾ、ペペ 他）
- みつばちマーヤの大冒険（リーダー）
- みつばちマーヤの大冒険2 ハニー・ゲーム（アーニー）
- ムーミン谷のなかまたち（トフスラン）
- ヨウゼン（狼海賊〈ボス〉[74]）
- リトル・バットマン クリスマスの大冒険（ジョーカー）
- LEGO スター・ウォーズ/恐怖のハロウィーン（医療ドロイド）
- LEGO スター・ウォーズ:ドロイド・テイルズ（ラスティ、ジャー・ジャー・ビンクス、ストームトルーパー）
- LEGO スター・ウォーズ:ヨーダ・クロニクル（ラスティ、ジャー・ジャー・ビンクス、ボビー、ストームトルーパー）
- レゴDCコズミッククラッシュ
- レギュラーSHOW〜コリない2人〜（バート）
- ロイヤルコーギー レックスの大冒険（ジンジャー[75]）

#### ボイスオーバー
- プロジェクト・ランウェイ シーズン 11（ダニエル・エスキヴィル）

### 特撮
- 爆上戦隊ブンブンジャー（2024年、アンテナグルマーの声[76]）

### 舞台
- 愛・地球博　日本政府出展事業・瀬戸日本館　群読叙事詩劇「一粒の種」
- 冒険舎巡回公演　「天使のみつけかた」
- 吉良さん300年祭　記念公演　「元禄事件異聞帳」
- 遠山事務所公演  「かあちゃん」・「人情裏長屋」
- 越智インターナショナルバレエ団 「ジゼル」
- 松本道子バレエ団 「バチフサライの泉」
- A&A公演 「クリスマスキャロル」
- A&A公演 「アダムの星」
- グワィニャオン 2023本公演「生きてるうちが華なのよ TAIAI」[77]

### その他コンテンツ
- 全国自動車学校教習PV
- ここが変だよ日本人 TV
- ガメラ〜小さき勇者たち〜 TV
- トヨタ自動車 真っ赤ないちご編 CM
- 実写映画『シン・仮面ライダー』（2023年3月18日）

### シリーズ一覧
1. ↑  第1期（2011年）、第2期『DOG DAYS'』（2012年）
2. ↑  第1期（2022年 - 2023年）、第2期（2024年）
3. ↑  第一部『世直し姉弟編』（2024年）、第二部『千魔混沌編』（2024年）
4. ↑  第1シーズン（2024年）、第2シーズン（2025年）
5. ↑  第1期（2024年）、第2期（2025年）

### 初出話一覧
1. 1 2 3 4 5 6 7  第1話初出
2. 1 2 3  第2話初出
3. ↑  第8話初出
4. ↑  第一部 第3話初出
5. ↑  第一部 第4話初出
6. ↑  第一部 第6話初出
7. ↑  第二部 第5話初出
8. ↑  第二部 第11話初出
9. 1 2 3  第9話初出
10. 1 2 3 4  第10話初出
11. 1 2 3 4 5 6  第4話初出
12. ↑  第12話初出
13. 1 2 3 4  第3話初出
14. 1 2 3 4  第5話初出
15. 1 2 3  第6話初出
16. 1 2  第16話初出
17. ↑  第13話初出
18. ↑  第7話初出
19. ↑  第11話初出
20. ↑  第17話初出
21. ↑  第34話初出
22. ↑  第15話初出
23. ↑  第21話初出
24. ↑  第20話初出